# Incendio forestal de Portugal de junio de 2017
El incendio forestal de Portugal de junio de 2017 se refiere a un inmenso incendio forestal que afectó al centro de Portugal entre el 17 y el 24 de junio de 2017, resultando en al menos 64 muertos y 135 heridos. La mayoría de las muertes tuvieron lugar en Pedrógão Grande (donde comenzó el incendio) cuando el fuego arrasó una carretera llena de vehículos con gente que intentaba escapar. Las autoridades portuguesas movilizaron a más de 1700 bomberos de todo el país para combatir el incendio. Además, España, Francia, Marruecos e Italia desplegaron bomberos e hidroaviones para ayudar a extinguir los incendios. El primer ministro António Costa declaró tres días de luto nacional.

## Contexto
Una intensa ola de calor precedió los incendios, con muchas áreas de Portugal sufriendo temperaturas por encima de 40 °C. La noche del 17-18 de junio, un total de 156 fuegos se extendieron por todo el país, particularmente en zonas montañosas del norte-nordeste de Lisboa. El foco inicial empezó en el municipio de Pedrógão Grande antes de extenderse de forma espectacular. La causa de los incendios es aún desconocida; sin embargo, se especula con que una tormenta eléctrica pudo haberlos iniciado.

## Acontecimientos
Al menos 65 personas murieron en el incendio, la pérdida más grande de vidas debida a un incendio forestal en la historia de Portugal. Más de 54 personas sufrieron heridas, incluyendo ocho bomberos; cinco personas —cuatro bomberos y un niño— quedaron en estado crítico. Dos bomberos también fueron declarados desaparecidos. La pérdida más grande de vidas tuvo lugar en una carretera rural en Pedrógão Grande, donde 47 personas murieron en sus coches cuando el fuego invadió el área; 30 personas murieron atrapadas en sus vehículos, mientras que otras 17 murieron intentando huir a pie. Otras 11 personas murieron en Nodeirinho, cerca la autopista IC8. Docenas de pequeñas comunidades fueron severamente afectadas.
El primer ministro portugués António Costa denominó el desastre «la tragedia más grande que hemos visto en años recientes en términos de incendios forestales». Tres días de duelo nacional fueron declarados a partir del 18 de junio. El presidente Marcelo Rebelo de Sousa habló con supervivientes que habían evacuado Leiría. Más de 1700 bomberos fueron desplegados para combatir los fuegos. Francia y España proporcionaron un colectivo de cinco hidroaviones y la Unión Europea coordinó esfuerzos de ayuda internacional el 18 de junio. Muchas personas fueron evacuadas hacia la vecina ciudad de Ansião, donde los residentes les proporcionaron refugio. La intensa columna de humo impidió a los helicópteros proporcionar ayuda, dificultando los esfuerzos de extinción. Algunos supervivientes criticaron la respuesta inadecuada del gobierno, reclamando que ningún bombero había llegado a la zona horas después de que comenzase el incendio.

## Reacciones internacionales
En Roma, el papa Francisco se dirigió a miles de personas en oración silenciosa por las víctimas. El presidente del Gobierno español, Mariano Rajoy, expresó en su Twitter que  se encontraba «impresionado por la tragedia en Pedrógão Grande», y prometió proporcionar cualquier asistencia necesaria. El primer ministro indio Narendra Modi también expresó su pésame en Twitter: «Triste de conocer la trágica pérdida de vidas en el incendio forestal de Portugal. Mi más profundo pésame al pueblo portugués en esta tragedia». Christos Stylianides, de la Comisión Europea, dijo: «expresamos nuestro pésame a los que han perdido a sus seres queridos», añadiendo «la UE está plenamente preparada para ayudar». Todo será hecho para ayudar a las autoridades y personas de Portugal en este tiempo de necesidad'. La familia real española tuiteó su pésame al pueblo portugués. El presidente francés Emmanuel Macron escribió: «Solidaridad con Portugal, golpeado por terribles incendios. Nuestros pensamientos están con las víctimas. Francia pone su ayuda disponible para Portugal».
El primer ministro de Portugal, António Costa, denominó este incendio "la mayor tragedia de los últimos años en lo que se refiere a incendios forestales". Mientras, el Conselho de Ministros decretó tres días de luto nacional, a partir del 18 de junio. El presidente de la República Portuguesa, Marcelo Rebelo de Sousa, llegó a Pedrógão Grande la noche 17 de junio y se reunió con algunos supervivientes evacuados a Leiría. Más de 1700 bomberos fueron movilizados para combatir los incendios en todo el país, 800 de ellos solo en Pedrógão Grande. Muchas personas fueron evacuadas al municipio vecino de Ansião, donde los residentes les proporcionaron refugio. El humo de baja suspensión impidió que los helicópteros pudieran ofrecer apoyo, perjudicando los esfuerzos por combatir el fuego. Algunos supervivientes criticaron la tardía respuesta del Gobierno,alegando que horas después de que el incendio comenzara, aún no habían sido socorridos por ningún bombero.
La Comisión Europea activó el Mecanismo de Protección Civil para prestar ayuda a Portugal, mientras que Francia, Italia y España enviaron medios aéreos de bombardeo de agua al país. El vicepresidente de la Comisión Europea, Jyrki Katainen, afirmó que la comisión podría aportar hasta el 95 % de los gastos de recuperación y reconstrucción necesarios tras el incendio. El Reino de Marruecos también envió un medio aéreo de lucha contra incendios. Además de aviones especiales para combatir los incendios, España también envió medios terrestres y unos 200 bomberos.
António Guterres, secretario general de las Naciones Unidas, admitió estar conmocionado con la tragedia y juró ofrecer toda la asistencia necesaria.